# Roman héroïque
Le roman héroïque est un genre littéraire essentiellement français qui correspond à peu près aux années 1640-1660 et qui associe fiction romanesque et épopée en contant longuement les exploits de héros historiques mythifiés poussés par l’amour.
La surabondance des personnages, des lieux et des intrigues compliquées de ces romans-fleuves de plusieurs milliers de pages fait participer le roman héroïque à l’esthétique baroque et la place faite à l’idéalisation, aux femmes et aux sentiments le rend inséparable de la préciosité.

## Origine
Succédant aux bergeries dans le goût italien et espagnol du début du XVIIe siècle comme l'Astrée d’Honoré d'Urfé (1610), le roman héroïque est généré par le contexte guerrier de la période 1618-1659 (guerre de Trente Ans et guerre contre l’Espagne) et par une réaction aristocratique face à une montée en puissance de la bourgeoisie.
Le roman héroïque constitue ainsi une renaissance des romans de chevalerie de la fin du XVIe siècle parodiés d’une certaine façon par le Don Quichotte de Cervantes : il reprend les personnages de l’aventure guerrière mais ajoute les subtilités d’un monde policé et élégant qui correspond au nouvel idéal de la cour qui entoure le jeune Louis XIV mais aussi à la vogue des salons littéraires où se rencontre la bonne société du temps comme à l’hôtel de Rambouillet.

## Les caractéristiques narratives du roman héroïque
- La multiplicité des personnages aristocratiques dont l’histoire a conservé la trace (Tarquin, Cyrus, Cléopâtre ...), sans préoccupation réaliste mais avec une finesse certaine dans l’analyse psychologique,
- une intrigue compliquée et foisonnante, avec pour moteur de l’action le hasard qui conduit à des aventures multiples et extraordinaires sans souci de vraisemblance (séparation, catastrophes, violences, coïncidences, identités mystérieuses, retrouvailles…),
- une conception de l’amour idéalisé,
- une narration discursive avec une ouverture in medias res et des retours en arrière explicatifs, des digressions et des récits à tiroirs ainsi que la présence importante de lettres, de conversations et de longues descriptions,
- un mélange de poétisation, de style épique et de préciosité avec une langue ampoulée, aux phrases longues et complexes, utilisant également la métaphore et une réussite dans l’art des descriptions, particulièrement des portraits,
- la longueur démesurée : la Clélie comporte plus de 13 000 pages et Cléopâtre détient un record avec plus de 15 000 pages,
- la vertu et l’exploit sont intimement associés à l’amour idéalisé et à des péripéties extraordinaires, ce qui fait que, au-delà du divertissement, la société du temps trouve dans ces romans une sorte de miroir, d’autant qu’à la galanterie s’ajoute le jeu du roman à clefs qui ravit les cercles de lecteurs et plus encore de lectrices.

## Œuvres principales
- Desmarets de Saint-Sorlin (1595 - 1676) : Ariane (1632) au thème grec dont Lully tirera plus tard un ballet.
- Marin Le Roy de Gomberville (1600 ?-1674) :
  - Carithée (1621) qui relate les aventures houleuses d’Agrippine et de Germanicus au premier siècle de l’Empire romain.
  - Polexandre (5 volumes, 1632-1637) qui a pour objet les amours aventureuses de Polexandre et d’Alcidiane dans un cadre exotique (Mexique - Afrique) et enchanté (île paradisiaque de pécheurs de perle) qu’appréciera La Fontaine.
- Gautier de Costes de La Calprenède (1614-1663) :
  - Cassandre (1642-1645) en 10 volumes qui retracent en partie l’histoire d’Alexandre le Grand avec scènes guerrières (La Calprenède a eu une carrière militaire) et des conflits amoureux comme dans la nation des Amazones[1].
  - Cléopâtre, la belle Égyptienne (1646-1658), 12 volumes, 15 000 pages éditées en 1662, qui mettent en scène le siècle d’Auguste avec de nombreux personnages dont nous est restée l’expression « fier comme Artaban », personnage orgueilleux et bêta.
  - Faramond ou l’Histoire de France dédiée au Roy (1661-1670, 7 volumes – inachevé) qui a pour cadre la Gaule au Ve siècle et les Mérovingiens.
- Madeleine et Georges de Scudéry dont les romans sont parfois classés comme des romans précieux, en particulier les volumes dus à Madeleine de Scudéry.
  - Ibrahim ou l’Illustre Bassa (1641)[2] qui traite de la rivalité involontaire du héros avec Soliman lorsqu’il doit se défendre des comploteurs dans le cadre exotique du sérail dans l’empire ottoman. Une tragi-comédie sera tirée du roman.
  - Artamène ou le Grand Cyrus (1649-1653), 10 volumes, 13 095 pages au bout desquelles Cyrus finit par épouser Mandane après avoir combattu tous ses rivaux et conquis toute l’Asie pour la retrouver. Les clefs sont discutées par tous les lecteurs qui reconnaissent le Grand Condé, la duchesse de Longueville, Mme de Rambouillet, Vincent Voiture ou Madeleine de Scudéry elle-même sous les traits de Sappho la narratrice «  féministe «   .
  - Clélie, histoire romaine, dix volumes entre 1654 et 1660 dont les premiers ont été signés par Georges de Scudéry.

Le roman tire son argument de Tite-Live et situe l’action au temps où les Étrusques et Tarquin le Superbe luttent contre Rome, vers 509 av. J.-C. Il s’agit en fait d’une transposition de la Fronde aux temps de la formation de Rome et les contemporains ont passionnément recherché les clefs du roman. L’intrigue complexe et rebondissante conte l’union finale de Clélie et d’Anonce après des contretemps tumultueux et multiples : les amants se retrouvent enfin après 6 000 pages de catastrophes (tremblement de terre), d’événements historiques (siège de Rome, chute de la royauté romaine et début de la République), de séparations (enlèvement de Clélie par Tarquin), de luttes et d’errances. L’action principale qui repose sur le chemin hasardeux de l’amour qu’illustre la célèbre carte de Tendre est par ailleurs interrompue par de nombreuses histoires enchâssées et de longues descriptions.

## Influences
Le roman héroïque marquera les esprits au milieu du XVIIe siècle et influencera le genre théâtral avec des œuvres baroques aux péripéties surabondantes et invraisemblables et surtout le genre de la tragi-comédie, appelée parfois « tragédie galante » ou « tragédie romanesque » qu’illustrent La Mort de Cyrus (1656) de Philippe Quinault, et surtout le Timocrate de Thomas Corneille (1656) qui connut un immense succès.
Curieux de créer le dépaysement temporel et/ou géographique, les romans héroïques participent aussi à la mode de l’exotisme (rappelons seulement le Mamamouchi de Molière ou Bajazet de Racine) appelée à de beaux lendemains aux siècles suivants, et, bien que peu soucieux de réalisme, ces romans exploitent des sources livresques solides et préfigurent ainsi le roman historique à venir.
Mais les excès du genre font naître assez vite les satires burlesques et les pastiches que constituent le Roman comique (1651-1657) de Paul Scarron, Le Roman bourgeois (1666) de Furetière (1666) ou La Fausse Clélie, histoire françoise galante et comique (1671), de Subligny ; ces œuvres retrouvant ainsi la veine de l’Histoire comique de Francion(1623) de Charles Sorel.
En même temps, avec la génération de 1660 se feront jour des critiques à la fois morales et esthétiques que résume cette formule Lenoble qui condamne « Les longs Romans pleins de paroles et d’aventures fabuleuses, et vides des choses qui doivent rester dans l’esprit du Lecteur et y faire fruit ». Enfin le roman classique s’élaborera en réaction contre ces romans-fleuves en produisant des récits plus courts, soucieux de vraisemblance dans les événements comme dans la psychologie des personnages moins nombreux, avec une langue mesurée à la recherche d’une fiction plus réaliste, plus proche du quotidien des lecteurs et avec une visée morale. La Princesse de Clèves de Madeleine de Lafayette (1678) illustre cette orientation nouvelle non sans conserver parfois des aspects du roman héroïco-sentimental comme les histoires adjacentes.

## Problématique

### Dénomination
Répondant assez bien à la définition de Pierre-Daniel Huet pour qui les romans sont « des fictions d’aventures amoureuses, écrites en prose avec art, pour le plaisir et l’instruction des lecteurs » (Traité de l'origine des romans, 1670), le roman héroïque constitue un type d’œuvres caractéristique de la production romanesque du milieu du XVIIe siècle mais sa dénomination fait parfois question, comme il est fréquent avec l’étiquetage artistique et littéraire.
Certains commentateurs soulignent les différences entre les romans héroïques « purs » de Gomberville et de La Calprenède et le roman précieux en considérant la place relative accordée à l’action et au contexte historique d’une part et à l’analyse du sentiment amoureux idéalisé et à la prise en compte de la condition féminine d’autre part. Ils mettent ainsi à part les romans de Madeleine de Scudéry qui « crée à elle seule un type littéraire particulier : le roman précieux » dont l’archétype serait La Clélie qui retrouverait quelque chose de L’Astrée d’Honoré d’Urfé.
Mais d’autres analystes de l’histoire littéraire mettent en avant les points communs (voir ci-dessus Caractéristiques) et regroupent romans héroïques et romans précieux : ils parlent alors de « roman héroïco-sentimental » ou de « roman héroïque précieux », considérant que les différences relèvent d’une question de tempérament plus que de distinctions de genre alors que d’autres encore se contentent d’une catégorie plus large : le roman de l’âge baroque ; mais cette dernière étiquette, cependant moins sujette à débat que celle de « roman baroque », ne définit guère les dominantes narratives du genre.

### Dates
Les dates données pour les œuvres de cette époque sont assez flottantes, hésitant entre dates d’écriture, de début de publication et de publication définitive. Les dates reprises sont celles retenues dans les autres articles de Wikipédia.